# Spinolidia osborni
Spinolidia osborni är en insektsart som beskrevs av Nielson 1982. Spinolidia osborni ingår i släktet Spinolidia och familjen dvärgstritar. Inga underarter finns listade i Catalogue of Life.